# Comuna Veliki Preslav, Șumen
Veliki Preslav (în bulgară Велики Преслав) este o comună în regiunea Șumen, Bulgaria, formată din orașul Veliki Preslav și satele Dragoevo, Han Krum, Imrencevo, Kociovo, Milanovo, Mokreș, Mostici, Osmar, Suha Reka, Troița și Zlatar. 

## Demografie
Componența etnică a comunei Veliki Preslav
     Turci (23%)
     Romi (7,04%)
     Bulgari (59,3%)
     Nicio identificare (9,47%)
     Altele (1,17%)
La recensământul din 2011, populația comunei Veliki Preslav era de 13.382 locuitori. Din punct de vedere etnic, majoritatea locuitorilor (59,3%) erau bulgari, existând și minorități de turci (23,0%) și romi (7,04%). Pentru 9,47% din locuitori nu este cunoscută apartenența etnică.